# Скоропадський Артем Кирилович
Арте́м Кири́лович Скоропа́дський (1981, Москва — 10 грудня 2022) — український журналіст і публіцист, колишній головний редактор журналу «Країна» та прессекретар «Правого сектору».

## Життєпис
Народився в Москві, закінчив Московський державний університет ім. Ломоносова, працював у редакціях різних видань, найдовше — у медіа Коммерсантъ.
У 2005 році емігрував до України, був кореспондентом відділу суспільства газети «Коммерсантъ Украина». Автор статей на релігійну тематику та вуличні протести.
26 грудня 2012 року Артем Скоропадський виступив з відкритим листом до керівного архієрея, запропонувавши перейменувати Совєтське, Красногвардійське і Первомайське благочиння. Серед інших, листа підписав прессекретар голови УПЦ МП митрополита Володимира (Сабодана) протоієрей Георгій Коваленко, однак назви благочинь залишилися без змін.
У 2013 році став прессекретарем Правого сектора, перейшов на українську мову та почав процедуру набуття громадянства України. Російська ФСБ оголосила його в розшук. У 2021 році набув громадянство України.
Із січня по жовтень 2022 року на посаді головного редактора журналу «Країна».
Дружина — журналістка Олена Солодовникова, з якою влітку 2022 він повінчався у Софії Київській.
Автор книжки «Дві України».

## Відзнаки
Нагороджений:
- двічі лауреат «Премії ім. Кароля Войтили» (Папи Іоана-Павла II).
- подякою від ВО Тризуб ім. Степана Бандери («За підтримку організації в часи політичних репресій», 2011 р.)
- почесною грамотою Патріарха Київського і всієї Руси-України Філарета — «За заслуги перед Помісною Українською Православною Церквою та побожним українським народом», 2012 р.,
- відзнакою «Гідність та воля» («3а участь в Майдані» 2017),
- відзнакою «Орден нескорених» («За участь в Майдані», 2018).